# Luiz Bacci
Luiz Fernando Elui Bacci (Mogi das Cruzes, 12 de março de 1984) é um jornalista e apresentador.

## Carreira
Estreou em 1995 como apresentador do Show das Crianças na Rádio Diário de Mogi das Cruzes, sua cidade natal, fazendo entrevistas com as personalidades locais. Em 1998, com treze anos, apresentou o programa infantil Domingo no Palco na Rede Manchete. De volta a sua cidade natal, apresentou o programa de auditório Estação Mix, da TV Diário, afiliada da Rede Globo, entre 2001 e 2005. Em 2006, com o fim do programa e já formado em jornalismo, se tornou repórter do Bom Dia Diário, na mesma emissora. Em 2007 foi contratado pelo SBT como repórter do SBT Brasil e fez inúmeras reportagens, entre elas a cobertura do desastre com o avião da TAM em Congonhas, o desabamento da estação do metrô em São Paulo, a visita do Papa Bento XVI ao Brasil, a morte de Michael Jackson, entre outras.
Em outubro apresentou o programa de reestreia do Fantasia, no qual acabou não sendo efetivado, e em 2008 foi um dos apresentadores do Aqui Agora.
Em 2009 e 2010 foi transferido para o Rio de Janeiro, onde apresentou o telejornal SBT Rio no SBT Rio de Janeiro. 
Em 24 de novembro de 2010 foi contratado pela RecordTV e se tornou repórter do Balanço Geral RJ e do RJ no Ar. Devido ao bom desempenho, foi promovido a apresentador Cidade Alerta Rio, permanecendo de julho a dezembro de 2012. Em 2013 assume a edição das manhãs do Balanço Geral RJ e se torna correspondente do Cidade Alerta paulista com um bloco de notícias do Rio de Janeiro. Em 2014 é transferido para São Paulo apresentar o Balanço Geral SP no horário do almoço. Visando focar no entretenimento assinou com a Band em 22 de maio de 2014, onde estreou o programa vespertino Tá na Tela em 4 de agosto. A atração, porém, foi cancelada em dezembro daquele ano com apenas quatro meses no ar devido à baixa audiência. Com isso, Bacci foi transferido para apresentar o Café com Jornal.
Descontente com o pouco espaço na emissora, anunciou em 31 de março de 2015 seu retorno para a RecordTV, onde assumiu a apresentação da edição de manhã do Balanço Geral SP e do SP no Ar, além das edições de sábado do Cidade Alerta. Em 5 de maio de 2017 assume temporariamente a apresentação do Cidade Alerta após Marcelo Rezende se afastar para o tratamento do câncer. Após a morte de Marcelo, em 18 de setembro do mesmo ano, é efetivado na apresentação.
Bacci ficaria na apresentação do Cidade Alerta até o dia 17 de janeiro de 2025, quando anuncia a sua saída da Record após quase 10 anos consecutivos na emissora para focar em projetos via internet. Em 2 de maio de 2025, acerta o seu retorno ao SBT após 15 anos para assumir um jornal na faixa do almoço.

## Vida pessoal
Em 2006, formou-se em jornalismo pela Universidade de Mogi das Cruzes. Tem um cão da raça maltês chamado Toy.

## Filmografia

### Televisão
| Ano           | Título                      | Função                | Notas                             | Emissora         |
| ------------- | --------------------------- | --------------------- | --------------------------------- | ---------------- |
| 1998–99       | Domingo no Palco            | Apresentador          |                                   | Rede Manchete    |
| 2001–05       | Estação Mix                 | Apresentador          |                                   | TV Diário        |
| 2006          | Bom Dia Diário              | Repórter              |                                   | TV Diário        |
| 2007–10       | SBT Brasil                  | Repórter              |                                   | SBT              |
| 2007–10       | SBT Rio                     | Apresentador          |                                   | SBT Rio          |
| 2007          | Fantasia                    | Apresentador          |                                   | SBT              |
| 2008          | Aqui Agora                  | Apresentador          |                                   | SBT              |
| 2010–12       | Balanço Geral RJ            | Repórter              |                                   | Record Rio       |
| 2010–12       | RJ no Ar                    | Repórter              |                                   | Record Rio       |
| 2012          | Cidade Alerta Rio           | Apresentador          |                                   | Record Rio       |
| 2013          | Balanço Geral RJ: Manhã     | Apresentador          |                                   | Record Rio       |
| 2013–14       | Cidade Alerta               | Correspondente no Rio |                                   | Record           |
| 2014          | Balanço Geral SP            | Apresentador          |                                   | Record São Paulo |
| 2014          | Tá na Tela                  | Apresentador          |                                   | Band             |
| 2015          | Café com Jornal             | Apresentador          |                                   | Band             |
| 2015–17       | Balanço Geral SP: Manhã     | Apresentador          |                                   | Record São Paulo |
| 2015–17       | SP no Ar                    | Apresentador          |                                   | Record São Paulo |
| 2015–17       | Cidade Alerta Especial      | Apresentador          |                                   | Record           |
| 2016          | Domingo Show                | Apresentador especial | Durante a licença de Geraldo Luís | Record           |
| 2017–25       | Cidade Alerta               | Apresentador          |                                   | Record           |
| 2019–2022     | Cidade Alerta Grandes Casos | Apresentador          |                                   | Record           |
| 2020          | Amor sem Igual              | Ele mesmo             | Episódio: "12 de fevereiro"       | Record           |
| 2020          | Em Nome da Justiça          | Apresentador          |                                   | Record           |
| 2020          | Coronavírus - Plantão       | Apresentador          |                                   | Record           |
| 2020–25       | Cidade Alerta São Paulo     | Apresentador          |                                   | Record São Paulo |
| 2021          | A Noite é Nossa             | Apresentador especial | Durante a licença de Geraldo Luís | Record           |
| 2021–24       | Cidade Alerta Em Série      | Apresentador          |                                   | PlayPlus         |
| 2025–presente | Alô Você                    | Apresentador          |                                   | SBT São Paulo    |

## Rádio
| Ano     | Título              | Rádio            |
| ------- | ------------------- | ---------------- |
| 1995–96 | Show das Crianças   | Rádio Diário     |
| 1997    | Metropolitana Jovem | Metropolitana FM |

## Prêmios e indicações
| Ano  | Prêmio                  | Categoria           | Resultado | Ref.   |
| ---- | ----------------------- | ------------------- | --------- | ------ |
| 2009 | Prêmio Jovem Brasileiro | Melhor Apresentador | Venceu    | [ 19 ] |